# Carl T. Evans
Carl T. Evans (New York, 5 januari 1968), geboren als Carl Tye Evans is een Amerikaanse acteur, filmregisseur, filmproducent en scenarioschrijver. 

## Biografie
Evans begon met acteren in 1989 in de televisieserie The Guiding Light. Hierna heeft hij nog meerdere rollen gespeeld in televisieseries en films, zoals Beverly Hills, 90210 (1996) en As the World Turns (2001-2002).

## Filmografie

### Films
Uitgezonderd korte films.
- 2009: Kicking the Dog – als Matt
- 2009: Frame of Mind – als David Secca
- 2005: Walking on the Sky – als Dylan
- 2001: Above & Beyond – als radeloze man

### Televisieseries
Uitgezonderd eenmalige gastrollen.
- 2001-2002: As the World Turns – als Nick Scudder – 2 afl.
- 1996: Beverly Hills, 90210 – als Jonathan Casten – 5 afl.
- 1998-1999 Guiding Light - als Alan-Michael Spaulding - 5 afl.

### Filmregisseur
- 2016 Criticsized - film
- 2014 Moustache - korte film
- 2014 Mike Marino: Live from the Borgata - film
- 2012 Another Round - korte film
- 2009 Frame of Mind - film
- 2005 Walking on the Sky - film

### Filmproducent
- 2016 Criticsized - film
- 2014 Mike Marino: Live from the Borgata - film
- 2009 Frame of Mind - film
- 2005 Walking on the Sky - film

### Scenarioschrijver
- 2016 Criticsized - film
- 2009 Frame of Mind - film
- 2005 Walking on the Sky - film